# Tragödie im Hause Habsburg
Tragödie im Hause Habsburg is een Duitse dramafilm uit 1924 onder regie van Alexander Korda. De film is wellicht zoekgeraakt.

## Verhaal
Keizer Frans Jozef van Oostenrijk regelt een huwelijk voor aartshertog Rudolf. Hij wordt echter verliefd op barones Vetsera. Hun relatie kent een fatale afloop.

## Rolverdeling
| Acteur         | Personage           |
| -------------- | ------------------- |
| María Corda    | Barones Vetsera     |
| Kálmán Zátony  | Aartshertog Rudolf  |
| Emil Fenyvessy | Keizer Frans Jozef  |
| Werner Schott  | Luitenant Corradini |